# Galmiz
Galmiz (en francés Charmey) es una comuna suiza del cantón de Friburgo, situada en el distrito de See/Lac a orillas del lago de Morat. Limita al noroeste con la comuna de Bas-Vully, al noreste y sur con Murten, al este con Ried bei Kerzers y Murten, y al suroeste con Muntelier.

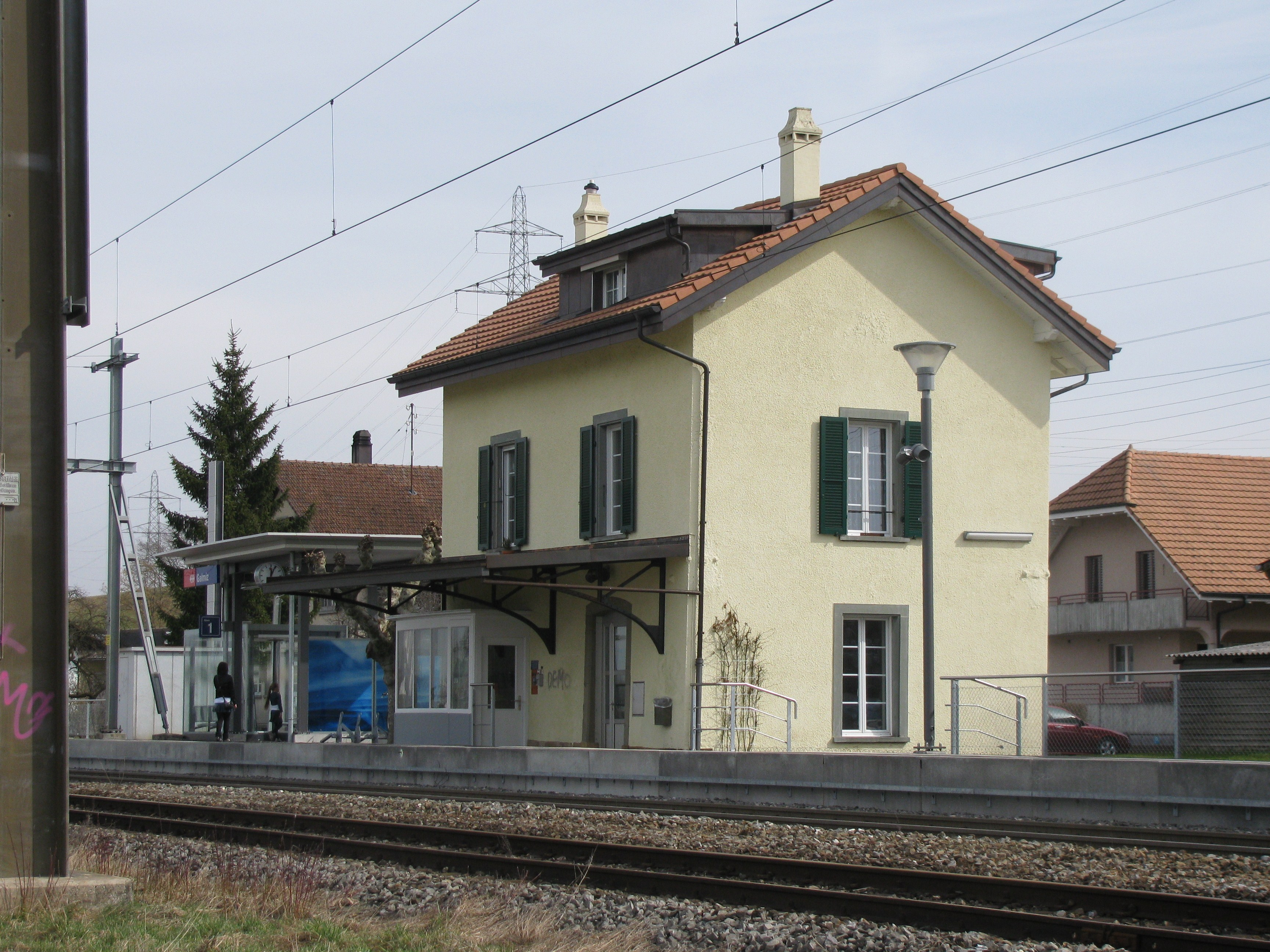
Estación de Galmiz.

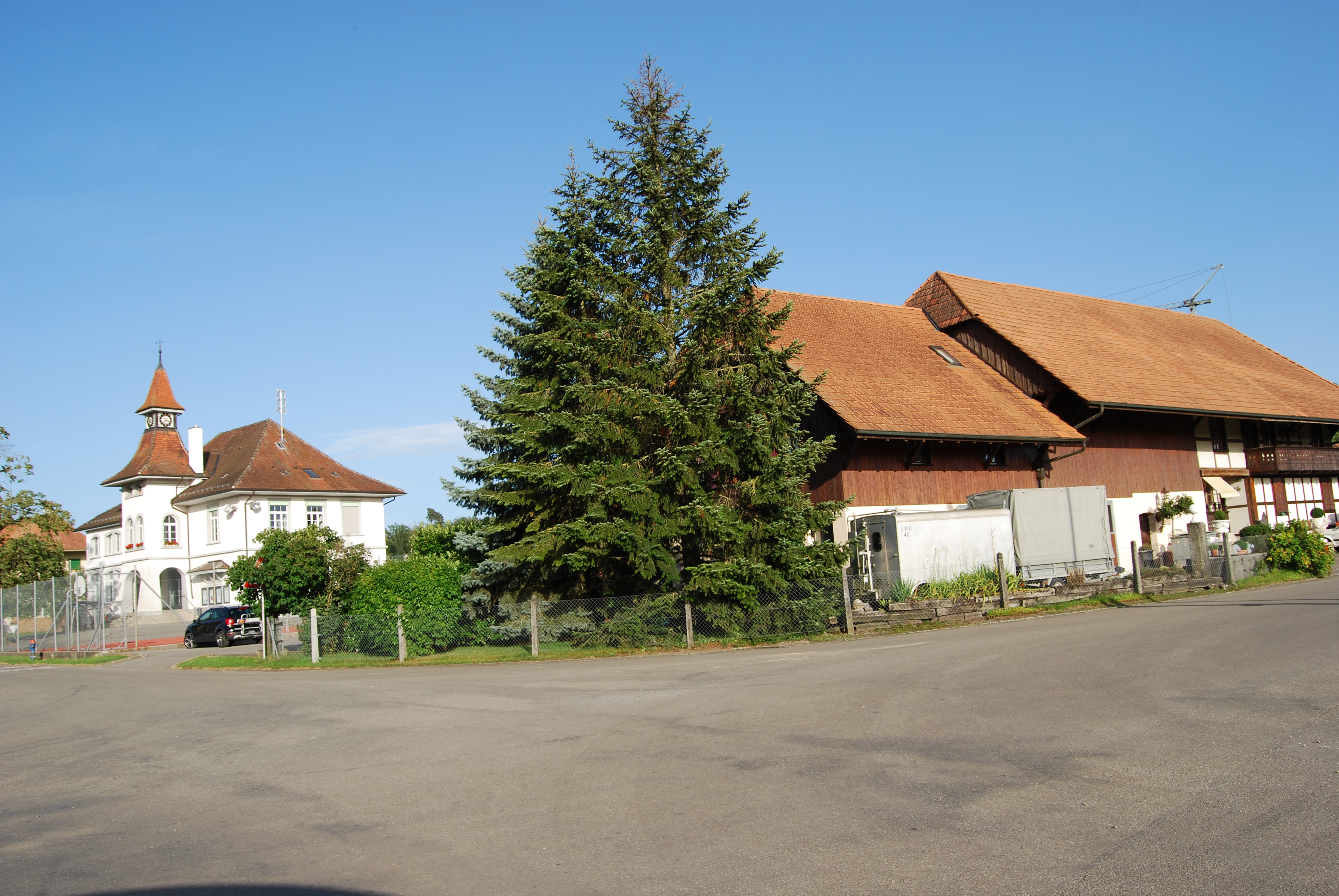
Galmiz